# Harklowa (Skołyszyn)
Harklowa ist ein Dorf der Landgemeinde Skołyszyn im Powiat Jasielski in der Woiwodschaft Karpatenvorland in Polen.

Überblick auf das Dorf

## Geographie
Der Ort liegt 4 km östlich der Stadt Biecz, an der Grenze des Gorlice-Beckens und des Jasło-Gebirges. Die Nachbarorte sind Pusta Wola und Przysieki im Nordosten, Osobnica im Osten, Pagorzyna im Süden, Głęboka und Kunowa im Westen, sowie Sławęcin im Norden.

## Geschichte

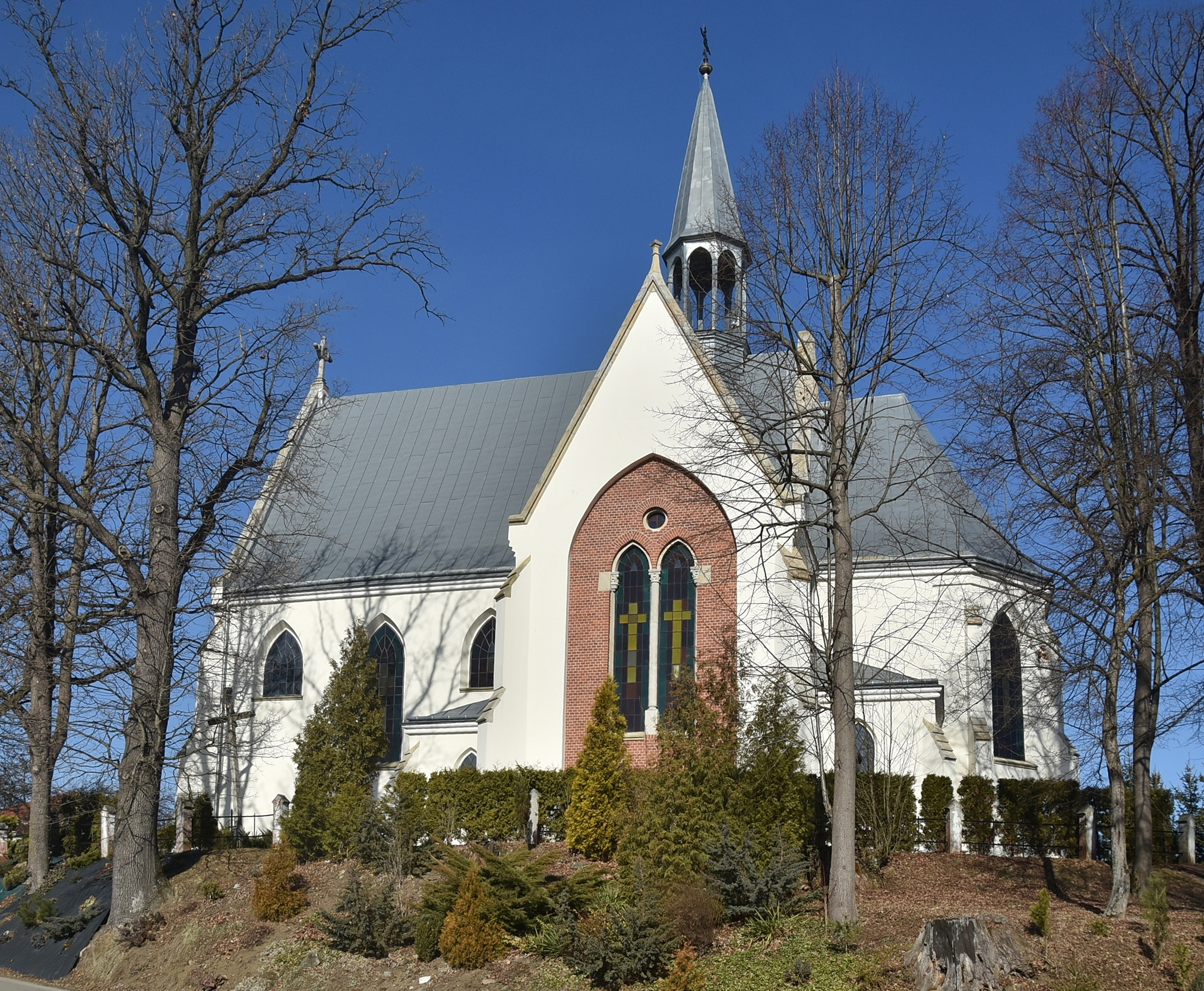
Kirche in Harklowa

Es ist möglich, dass es dort ein unangelegtes Dorf vor dem Jahr 1343 gab, aber die erste Erwähnung stammt aus 9. Mai 1363, als Harthlowa Wolya bzw. Harthlowa Volia laut des Privilegs vom Kasimir des Großen aus dem polnischen ins Magdeburger Recht übertragen wurde. Das Privileg verlieh das Schulzenamt einem gewissenen Mikołaj Czuczner, der 40 Hufen im Wald roden sollte. 4 Hufen waren dem König vorbehalten, 2 dem Dorfschulzen, eine Hufe der Kirche. Der besitzanzeigende Name Harthlowa war vom Personennamen Hartel, einem Entlehnung aus dem deutschen Hartel/Hartmann, abgeleitet, während die kurz danach weggelassene Ergänzung Wola (lateinisch libertas) eine steuerfreie Neugründung bedeutete. Später wurde es als Herclova (1373), Herclava (1374), Hartlowa (1383), Harclowa (1394), Harthlowa (1396), Herthlowa (1398), Chartlowa/Chorthlowa (1405), Harthloua (1441), Harthlyowa (1468), Harthlowa (1529), Artlowa (1537), Hartlowa (1680), Harklowa (1765) erwähnt.

Tiefpumpe in Harklowa

Der Ort gehörte zunächst zum Königreich Polen (ab 1569 in der Adelsrepublik Polen-Litauen), Woiwodschaft Krakau, Kreis Biecz. Bei der Ersten Teilung Polens kam Harklowa 1772 zum neuen Königreich Galizien und Lodomerien des habsburgischen Kaiserreichs (ab 1804). Nach der Aufhebung der Patrimonialherrschaften bildete es eine Gemeinde im Bezirk Jasło. 1861 wurde Erdöl in Harklowa gefunden und ab 1863 gefördert. In den Jahren 1874 bis 1928 wurden insgesamt 165.000 Tonnen Öl aus 210 Bohrungen gefördert.

Soldatenfriedhof #15 aus dem Ersten Weltkrieg

1918, nach dem Ende des Ersten Weltkriegs und dem Zusammenbruch der k.u.k. Monarchie, kam Harklowa zu Polen. Unterbrochen wurde dies nur durch die Besetzung Polens durch die Wehrmacht im Zweiten Weltkrieg.
Von 1975 bis 1998 gehörte Harklowa zur Woiwodschaft Krosno.